# Teorema de De Finetti
Em teoria da probabilidade, o teorema de De Finetti mostra o motivo pelo qual observações permutáveis são condicionalmente independentes, dada alguma variável latente, para qual uma distribuição de probabilidade epistêmica é então atribuída. Esse teorema recebe esse nome em homenagem ao matemático e probabilista Bruno de Finetti.
Esse teorema afirma que uma sequência de variáveis aleatórias com distribuição de Bernoulli é uma "mistura" de variáveis aleatórias Bernoulli independente e identicamente distribuídas (i.i.d).
Assim, enquanto as observações não precisam ser i.d.d. para que uma sequência seja permutável, existem quantidades subjacentes e geralmente não observáveis que são i.i.d. - sequências permutáveis são (não necessariamente i.i.d) misturas de sequências i.i.d.

## Em linhas gerais
Umas das diferenças entre métodos Bayesianos e frequentistas em inferência estatística é que os frequentistas geralmente tratam as observações como independentes, ao passo que os Bayesianos as tratam como permutáveis. Um estatístico Bayesiano, muitas vezes busca a distribuição de probabilidade condicional de uma quantidade não observável nos dados observáveis. O conceito de permutabilidade (exchangeability) foi introduzido por de Finetti. O teorema de De Finetti explica a relação matemática entre a independência e permutabilidade.
Uma sequência infinita
{\displaystyle X_{1},X_{2},X_{3},\dots \!}
de variáveis aleatórias é dita ser permutável se para qualquer número cardinal finito n e qualquer duas sequências finitas i1, ..., in and j1, ..., jn, as duas sequências
{\displaystyle X_{i_{1}},\dots ,X_{i_{n}}{\mbox{ e }}X_{j_{1}},\dots ,X_{j_{n}}\!}
apresentam ambas a mesma distribuição de probabilidade.
A condição de permutabilidade é mais forte que a suposição de distribuição idêntica de uma variável aleatória individual em uma sequência, e mais fraca que a suposição de que elas são independentes e identicamente distribuidas.

## Afirmações do teorema
Uma variável X tem distribuição de Bernoulli se {\displaystyle \Pr(X=0)=p} e {\displaystyle \Pr(X=1)=1-p}, para algum p ∈ (0, 1).
O teorema de De Finetti afirma que a distribuição de probabilidade de qualquer sequência infinita de variáveis aleatórias Bernoulli permutável é uma "mistura" das distribuições de probabilidade de uma sequência de variáveis aleatórias Bernoulli. "Mistura", neste caso, significa uma média ponderada.
Mais precisamente, suponha que X1, X2, X3, ... é uma sequência infinita permutável de variáveis aleatórias com distribuição de Bernoulli. Então existe uma distribuição de probabilidade m no intervalo [0, 1] e uma variável aleatória Y tal que
- a distribuição de probabilidade de Y é m, e
- a distribuição de probabilidade condicional de toda sequência X1, X2, X3, ... dado o valor de Y é descrito por dizer que
  - X1, X2, X3, ... são condicionalmente independentes dado Y, e
  - para qualquer i ∈ {1, 2, 3, ...}, a probabilidade condicional de Xi = 1, dado o valor de Y, é Y.